# Canarium zeylanicum
Canarium zeylanicum là một loài thực vật có hoa trong họ Burseraceae. Loài này được (Retz.) Blume mô tả khoa học đầu tiên năm 1850.
Đây là loài đặc hữu Sri Lanka.